# Claudia Poggiani
Claudia Poggiani (Roma, 26 dicembre 1951 – Roma, 23 maggio 2002) è stata un'attrice e drammaturga italiana.

## Filmografia

### Cinema
- Ladies & Gentlemen, regia di Tonino Pulci (1984)
- I due carabinieri, regia di Carlo Verdone (1984)
- Chi c'è c'è, regia di Piero Natoli (1987)
- Via Paradiso, regia di Luciano Odorisio (1988)
- Il bambino e il poliziotto, regia di Carlo Verdone (1989)
- Gli assassini vanno in coppia, regia di Piero Natoli (1992)
- Perdiamoci di vista, regia di Carlo Verdone (1994)
- Ladri di cinema, regia di Piero Natoli (1994)
- Miracolo italiano, regia di Enrico Oldoini (1994)
- Simpatici & antipatici, regia di Christian De Sica (1998)

### Televisione
- Del resto, fu un'estate meravigliosa, regia di Luciano Michetti Ricci – film TV (1977)
- C'era due volte – programma TV (1980)
- Lo scatolone – programma TV, 1ª edizione (1981)
- Una donna senza importanza, regia di Luigi Bonori – film TV (1982)
- Aeroporto internazionale – serie TV, episodio 2x05 (1987)
- Quattro storie di donne – miniserie TV, puntata 4 (1989)
- Commesse – serie TV, episodio 1x03 (1999)

## Teatro
- Programma d'amore (1988)
- Per tenersi in esercizio (1988)
- Ad Eva aggiungi Eva (1990)
- Nel mio nuovo appartamento non invito Shirley MacLaine (1992)
- Oggetti necessari (1992)
- Peccati veniali (1993)
- Leggeri peccati (1993)
- Per pura curiosità (1993)
- Presi sul serio viene da ridere (1995)
- Ironia a 2 (1995)
- Cara la mia Rose... (1995)
- Il nuovo che avanza (1997)
- Le due sorelle (1997)
- Né calda, né fredda, solo tiepida (1998)
- Quando il letto non racconta (1999)
- Cabaret da viaggio (1999)
- Il mago di Oz (2000)
- Due cuori in vacanza (2001)

## Riconoscimenti
- Premio Flaiano sezione teatro
  - 1986 – Miglior autore per I suoi uomini[3]

- Premio Fondi La Pastora
  - 1982 – Premio

- Premio Salvo Randone
  - 1997 – Premio[4]